# Bergerac (televisieserie)
Bergerac is een Britse televisieserie over detective Jim Bergerac en zijn avonturen op het eiland Jersey. De serie had John Nettles in de hoofdrol als Sergeant Jim Bergerac van het verzonnen Bureau des Etrangers. Andere figuren die regelmatig terugkomen zijn onder andere Charlie Hungerford, Jims ex-schoonvader en plaatselijk tycoon, Deborah, zijn ex-vrouw en zijn baas, Chief Inspector Barney Crozier.
De serie met 87 afleveringen werd opgenomen tussen 1981 en 1991 en de misdaden die werden opgelost speelden immer om rijke personen die werden vermoord, afgeperst of bestolen. De serie wordt nog regelmatig herhaald op onder andere de BBC.
Jim Bergerac wordt afgeschilderd als een ex-alcoholist die daarnaast ook door een nare scheiding was gekomen. Hier aan werd vaak in de sub-plotlijnen gerefereerd. Daarnaast ligt het natuurlijk in zijn aard om de regels te buigen waar nodig, dit tot frustratie van de politie op Jersey.
De serie werd in de beginjaren voor het grootste gedeelte opgenomen op Jersey, met korte scènes in Frankrijk en Engeland, later verplaatste de actie zich meer naar Frankrijk.